# Plan de Guadalupe, Tlacoapa
Plan de Guadalupe är en ort i Mexiko.   Den ligger i kommunen Tlacoapa och delstaten Guerrero, i den sydöstra delen av landet, 250 km söder om huvudstaden Mexico City. Plan de Guadalupe ligger 1 608 meter över havet och antalet invånare är 222.
Terrängen runt Plan de Guadalupe är bergig norrut, men söderut är den kuperad. Terrängen runt Plan de Guadalupe sluttar söderut. Runt Plan de Guadalupe är det ganska glesbefolkat, med 23 invånare per kvadratkilometer. Närmaste större samhälle är Malinaltepec, 6,3 km öster om Plan de Guadalupe. I omgivningarna runt Plan de Guadalupe växer i huvudsak städsegrön lövskog.